# Mann (Einheit)

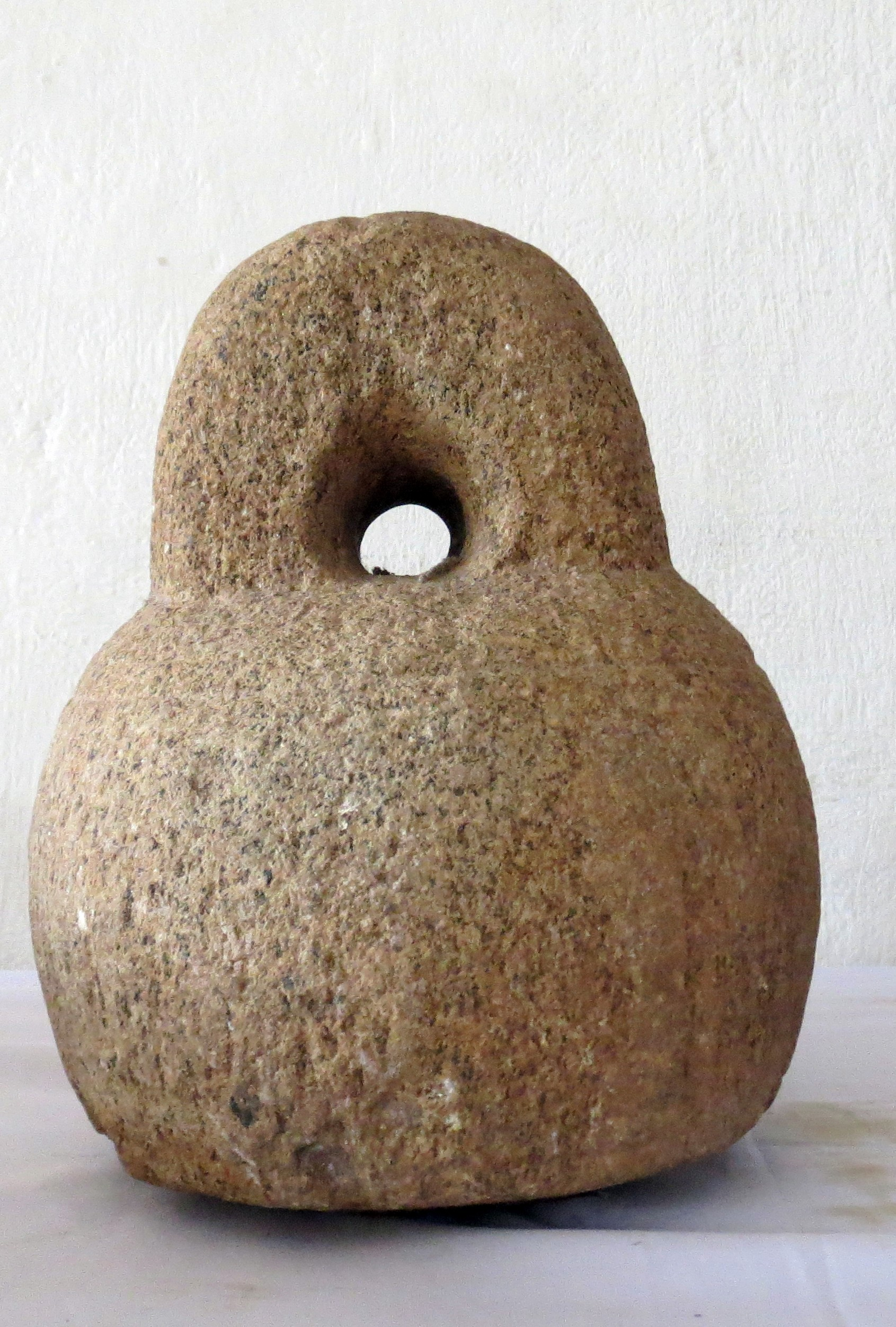
Indisches Maund

Das Mann (arabisch منّ, in frühen arabischen Texten auch Manā / منا genannt, persisch من Man) war ein Gewichtsmaß mittlerer Größe, das in verschiedenen islamischen Ländern verwendet wurde. Der Name ist von einer altorientalischen Gewichtseinheit abgeleitet, die auf Akkadisch Manû bzw. Manāʾu hieß und als Mine auch im antiken Mittelmeerraum und im vorislamischen Persien verbreitet war. Während das Mann in Ägypten und Syrien nur eine untergeordnete Rolle neben dem Ratl spielte, war es in Iran, in Arabien, im Irak und im islamischen Indien eine der wichtigsten Gewichtseinheiten. Der syrische Autor Ibn Fadlallāh al-ʿUmarī (gest. 1349) berichtet, dass zu seiner Zeit in Iran Getreide fast ausschließlich mit dem Mann abgewogen wurde.
Das Gewicht des Mann hat im Laufe der islamischen Geschichte und je nach Region stark differiert. Überregionale Bedeutung kommt lediglich dem kanonischen Mann zu, das in den mittelalterlichen arabischen Quellen „Manā von Bagdad“ genannt wird und einem metrischen Gewicht von knapp über 800 Gramm entspricht. Doch wurde dieses im 13./14. Jahrhundert in den meisten Regionen in der Praxis durch Mann-Einheiten mit erheblich höherem Gewicht verdrängt. Die Mann-Einheiten mit dem höchsten Gewicht sind für Chuzestan belegt. Dort gab es im 19. Jahrhundert einige Orte mit Mann-Gewichten von über 100 Kilogramm.
In europäischen Darstellungen finden sich für das Mann auch die Schreibungen Maund, Mand, Maon, Mun, Mönn. Die anglisierte Form Maund, die vor allem in Britisch-Indien verwendet wurde, ist schon seit 1611 belegt. Sie wird damit erklärt, dass das Wort man den Briten über die portugiesische Form mão vermittelt wurde und dann möglicherweise eine Vermischung mit dem altenglischen Wort maund ‚Korb‘, stattfand.

## Das kanonische Mann
Für das kanonische Mann gilt: 1 Mann = 2 Ratl = 40 Istār = 260 Dirham. Da nach hanafitischer Lehre das Mudd ebenfalls 2 Ratl entsprach, wurde es von den Hanafiten als mit dem Mann identisch angesehen.
Wie aus dem geographischen Handbuch von al-Istachrī hervorgeht, war dieses kanonische Mann zu 260 Dirham im 10. Jahrhundert als Manā von Bagdad bekannt. Es wurde in ganz Persien und in den meisten muslimischen Städten, die al-Istachrī betreten hatte, verwendet, auch wenn sie daneben noch andere Gewichtseinheiten hatten. Bis ins hohe Mittelalter ist seine Verwendung auch für Mekka, Ägypten, Syrien, Multan, Sindh und Indien belegt. Wahrscheinlich war es auch im Reich der Rumseldschuken vorherrschend. Als Ghazan Chān um 1300 das Maß- und Gewichtswesen des Ilchanreiches reformierte, erhob er das 260-Dirham-Mann zur Reichsnorm. Eine Bestätigung für die Anwendung dieses Standards liefert der mamlukische Enzyklopädist Ibn Fadlallāh al-ʿUmarī (gest. 1348), der in seinem Werk Masālik al-abṣār fī mamālik al-amṣār berichtet, dass zu seiner Zeit das Mann in Täbris = 2 Bagdader Ratl = 260 Dirham war. Schon um die Mitte des 14. Jahrhunderts wurde dieses kanonische Mann in Iran jedoch durch andere Mann-Größen verdrängt.
Bei Zugrundelegung des Standard-Dirhams von 3,125 Gramm entspricht das 260-Dirham-Mann einem metrischen Gewicht von 812,5 Gramm. Da in Syrien der Dirham ein geringfügig höheres Gewicht hatte, war dort auch das Gewicht des Mann mit 819 Gramm etwas höher.
Einige Autoren definieren das kanonische Mann über sein Verhältnis zum Mithqāl, indem sie es mit 180 Mithqāl gleichsetzen. Dieses 180-Mithqāl-Gewicht wird als Manā bzw. Mannā schon bei al-Chwārazmī (10. Jahrhundert) und Elias von Nisibis (11. Jahrhundert) erwähnt. Al-Chwārizmī nennt dafür die folgende Verhältniskette: 1 Manā = 2 Ratl = 40 Istār = 180 Mithqāl = 257 1/7 Dirham. Bei Zugrundelegung des kanonischen Mithqāl-Gewichts von 4,465 Gramm ergibt sich für dieses 180-Mithqāl-Mann ein metrisches Gewicht von 803,7 Gramm.

## Regionale Mann-Gewichtseinheiten

### Iran
Schon im 10. Jahrhundert existierte in Iran neben dem kanonischen Mann eine Vielzahl örtlicher Mann-Gewichte, wie aus den Berichten der arabischen Geographen Ibn Hauqal, al-Muqaddasī und al-Istachrī hervorgeht. Sie erwähnen die folgenden Mann-Größen (bei der Umrechnung wird ein Dirham-Wert von 3,2 Gramm zugrunde gelegt):
- das Mann zu 300 Dirham (= 960 Gramm), verwendet in Fasā und in den Militärlagern (aǧnād) von Isfahan,
- das Mann zu 400 Dirham (= 1280 Gramm), verwendet in Kerman, Istachr und Hamadan,
- das Mann zu 600 Dirham (= 1920 Gramm), verwendet in Tabaristan, Dailam, Rey und Urmia,
- das Mann zu 1040 Dirham (= 3328 Gramm), verwendet in Ardabil (hier auch Ratl genannt) und Schiras (dort großes Mann genannt),
- das Mann zu 1200 Dirham (= 3840 Gramm), verwendet nach al-Muqaddasī in Ardabil. Diese Gewichtsgröße wird als Ardabiler Mann (mann ardabīlī) zu 9 Ratl auch von Abū l-Qāsim az-Zahrāwī erwähnt.[21]

Nach Yāqūt ar-Rūmī (gest. 1229) wurde das Mann zu 600 Dirham zu seiner Zeit auch in Dschurdschān verwendet. Wie Ibn Fadlallāh al-ʿUmarī berichtet, war es im 14. Jahrhundert darüber hinaus in der ilchanidischen Reichshauptstadt Soltaniye in Gebrauch. Dieses mittlere Mann zu 600 Dirham ist in Nordiran heimisch geblieben und hat sich von dort auch auf das Gebiet der Goldenen Horde in Südrussland verbreitet.
Um die Mitte des 14. Jahrhunderts wurde außerdem ein neues großes Mann zu rund 3 Kilogramm eingeführt. Dieses Mann erhielt ab dem 16. Jahrhundert die Bezeichnung Man-i Tabrīz (,Täbriser Man‘). Es war in 40 Sīr zu 16 Mithqāl unterteilt.
Unter den Safawiden kam des Weiteren ein Man-i Schāh (‚Königs-Man‘) mit einem Gewicht von rund 6 Kilogramm in Gebrauch. Walther Hinz vermutet, dass diese Gewichtseinheit auf den Hasan-Pādischāh-Batman zu 1920 Dirham zurückgeht, der im dritten Viertel des 15. Jahrhunderts von dem Akkoyunlu-Herrscher Uzun Hasan eingeführt wurde. Zur Safawidenzeit gab es außerdem noch ein besonderes Man zum Abwiegen von Flüssigkeiten mit einem Gewichtswert von ungefähr 4,3 Kilogramm. In Herat wurde dagegen ein Man zu 280 Mithqāl (= 1250,2 Gramm) verwendet.
Im 19. Jahrhundert war in Iran vor allem das Man-i Tabrīz und das Man-i Schāh in Gebrauch, doch gab es daneben noch eine große Anzahl lokaler Man-Einheiten, unter denen die folgenden besonders bekannt waren:
- das Man von Birdschand mit 40 Sīr zu 9 Mithqāl = 1,6704 Kilogramm.[31]
- das Man von Schiras zu 720 Mithqāl = 3,3 Kilogramm.[32]
- das kleine Man-i Rey = 2560 Dirham = 11,8 Kilogramm.
- das Man von Hoveizeh = 36 Oqqeh = 46,4 Kilogramm.[33]

1926 wurde das Man-i Tabrīz in Iran zum Standard erhoben, indem per Gesetz festgelegt wurde, dass 1 Man = 3 Kilogramm entspricht.

### Arabien
Im späten Mittelalter gab es in Mekka neben dem Bagdader Mann die folgenden Mann-Einheiten:
- Jemen-Mann (Mann al-Yaman): 1 Mann = 320 Dirham. Es entsprach also ca. 1 Kilogramm.[35]
- Fleisch-Mann (Mann al-laḥm), wurde zum Wiegen von Fleisch, Fett, Fettschwänzen und Harīsa verwendet. Im frühen 13. Jahrhundert galt: 1 Fleisch-Mann = 400 Dirham. Es entsprach also ca. 1,25 Kilogramm. Um 1320 wurde dagegen bei Fleisch ein Mann von erheblich größerem Gewicht verwendet. Es galt: 1 Mann = 6 2/3 ägyptische Ratl. Das Mann entsprach also 3 Kilogramm. Um die Mitte des 15. Jahrhunderts galt ein noch höherer Wert: nach Schams ad-Dīn as-Sachāwī war um diese Zeit 1 Fleisch-Mann = 7 ägyptische Ratl, entsprach also 3,15 Kilogramm.[36]
- Butterschmalz-Mann (Mann as-samn), wurde zum Wiegen von Olivenöl, Sesamöl, Essig und Butterschmalz verwendet. Im frühen 13. Jahrhundert galt 1 Butterschmalz-Mann = 800 Dirham. Es entsprach also 2,5 Kilogramm.[37]
- Käse- und Honig-Mann (mann al-ǧubn wa-l-ʿasl). Es galt: 1 Mann = 3 ägyptische Ratl, was 1,35 Kilogramm entspricht.[38] Diese Einheit wurde im frühen 14. Jahrhundert auch für Weizen und Datteln verwendet.[39]

In Mokka schwankte 1612 das Mann zwischen 2,3 und 2,4 pound Avoirdupois = 1,0425 bis 1,08064 kg. Im Mittel betrug es also 1,06 Kilogramm.
Für Dschidda wird im frühen 19. Jahrhundert angegeben: 1 Mann = 1/10 Frasil = 5 Ratl = 750 Ūqīya = 830 Gramm.
In Oman wurden bis in die 1970er Jahre verschiedene Mann-Einheiten nebeneinander benutzt, darunter insbesondere
- das Mann von Maskat mit einem Gewicht von 144 Maria-Theresien-Talern = 4,046 kg. Es wurde in Maskat, Matrah und der Bātina-Ebene verwendet und war von behördlicher Seite durch Mann-Gewichte aus Gusseisen standardisiert;
- das Mann von Oman mit einem Gewicht von 36 Maria-Theresien-Talern = 1,012 kg. Dieses wurde in den übrigen Landesteilen verwendet.

Beide Mann-Einheiten wurden in Kiyās-Einheiten von 169 Gramm eingeteilt. Das Mann von Maskat entsprach 24 Kiyās, das Mann von Oman 6 Kiyās.

### Indien
In Delhi galt im 14. Jahrhundert: 1 Mann = 40 Sēr = 2800 indische Mithqāl = 4106,666 Dirham. Dies entspricht einem metrischen Gewicht von 12,824 Kilogramm. Eine in dieselbe Richtung gehende Angabe findet sich bei Ibn Battūta, nach dem das Mann von Delhi = 25 ägyptische Ratl gewesen ist, was 11,25 Kilogramm entspricht.
Im Mogulreich wurde in der zweiten Hälfte des 16. Jahrhunderts ein neues Man mit 40 Sēr zu je 30 Dām eingeführt. Dieses Akbar-Man (Man-i akbarī) entsprach einem metrischen Gewicht von 25,155 kg. Das Man von Agra betrug später 33,56 Kilogramm.
In Britisch-Indien differierte die Größe des Maund von Ort zu Ort (von 8,5 bis 74 kg). Horace Doursther liefert in seinem Dictionnaire universel des poids et mesures anciens et modernes eine vollständige Liste der in den verschiedenen indischen Städte benutzen Maund-Gewichtseinheiten mit Umrechnung ins metrische System. Zu den besonders bekannten Maund-Einheiten gehörten:
- Das Maund von Bengalen, das von den Briten auch Bázár Maund genannt wurde: 1 Bengalen-Maund = 40 Seer = 3200 Sicca-Rupien. Es entsprach einem Gewicht von 82 Avoirdupois-Pfund,[50] also umgerechnet 37,251 kg.[51]
- Das Maund von Gujarat und Bombay, das ebenfalls aus 40 Seer bestand, jedoch solchen mit geringerem Gewicht. Es entsprach 28 Avoirdupois-Pfund, also etwa 12,699 kg.[52]
- Das Maund von Madras an der Koromandelküste mit 40 Seer entsprach zunächst 24,114 Avoirdupois-Pfund (= 10,937 kg) und wurde dann von der Regierung von Madras auf 25 Avoirdupois-Pfund festgelegt[53], was 11,339 kg entspricht.[54]

Wegen der großen lokalen Differenzen unternahm die Britische Ostindien-Kompanie mehrere Anläufe zur Standardisierung des Man. 1787 führte sie in Bengalen ein neues Factory-Maund mit 74 2/5 Avoirdupois-Pfund ein. Es entsprach also einem Gewicht von 33,865 kg. Im Jahre 1833 ersetzte dann die Ostindien-Kompanie mit der Regulation VII die früheren Maund-Größen durch ein neues Mun bzw. Bazar Maund zu 100 Troy-Pfund bzw. 82 2/7 Avoirdupois-Pfund. Dies entspricht einem Gewicht von 37,3242 kg. Das Maund war in 40 Seer zu je 80 Tola unterteilt. Dieser neue Maund-Standard setzte sich allerdings nur langsam durch.

### Irak
Anfang des 20. Jahrhunderts gab es im Irak drei Mann-Gewichte:
- kleines Mann zu 6 Okka = 7,649 kg
- mittleres Mann zu 12 Okka = 15,388 kg
- großes Mann zu 12 1/2 Okka = 16,036 kg

In Bagdad gab es darüber hinaus noch ein eigenes Mann mit 19 Okka = 24,396 kg.

## Angaben in der medizinischen Literatur
In der arabischen medizinischen Literatur werden unter dem Namen Mann außerdem verschiedene antike Festlegungen für die Mine erwähnt. So schreibt Abū l-Qāsim az-Zahrāwī, dass das Mann bei den Rhomäern aus 20, 18 oder 16 Unzen bestehe. Außerdem habe Galenos erwähnt, dass es in Alexandria 30 Unzen entsprach. Bei den Drogisten bestehe das Mann dagegen aus 21 Unzen.

## Belege
1. ↑  Vgl. Chicago Assyrian Dictionary. Bd. X/1, S. 219–221. Digitalisat
2. ↑  Vgl. A.D.H. Bivar: Weights and Measures 1. Pre-Islamic in Encyclopaedia Iranica Online-Version.
3. ↑  Ibn Faḍlallāh al-ʿUmarī: Masālik al-abṣār fī mamālik al-amṣār. 2010. Bd. III, S. 162.
4. ↑  Vgl. Floor: Weights and Measures in Qajar Iran. 2008, S. 100f.
5. ↑  Johann Friedrich Krüger: Vollständiges Handbuch der Münzen, Maße und Gewichte aller Länder der Erde. Verlag Gottfried Basse, Quedlinburg und Leipzig 1830, S. 173. Digitalisat
6. ↑  R. Klimpert: Lexikon der Münzen, Maße, Gewichte, Zählarten und Zeitgrößen. Verlag C. Regenhardt, Berlin 1896. S. 234. Digitalisat
7. ↑  Yule, Burnell: Hobson-Jobson. 1903, S. 563f.
8. ↑  Vgl. Ibn ʿĀbidīn: Radd al-muḥtār ʿalā Durr al-muḫtār. Ed. ʿĀdil Aḥmad ʿAbd al-Mauǧūd und ʿAlī Muḥammad Muʿauwiḍ. Dār ʿĀlam al-kutub, Riyad, 2003. Bd. III, S. 320. Digitalisat.
9. ↑  al-Iṣṭaḫrī: Kitāb Masālik al-mamālik. 1870, S. 156.
10. ↑  Hinz: Islamische Masse und Gewichte. 1970, S. 16f.
11. ↑  Sauvaire: Matériaux pour servir à l'histoire de la numismatique et de la métrologie musulmanes 1884, S. 286.
12. ↑  Hinz: Islamische Masse und Gewichte. 1970, S. 21.
13. ↑  Hinz: Islamische Masse und Gewichte. 1970, S. 18.
14. ↑  Ibn Faḍlallāh al-ʿUmarī: Masālik al-abṣār fī mamālik al-amṣār. 2010. Bd. III, S. 162.
15. ↑  Hinz: Islamische Masse und Gewichte. 1970, S. 18.
16. ↑  Hinz: Islamische Masse und Gewichte. 1970, S. 16f.
17. ↑  Vgl. z. B. Muḥammad at-Tahānawī: Kitāb kaššāf iṣṭilaḥat al-funūn. Ed. A. Sprenger. 2 Bde. Calcutta 1862. Bd. II, S. 1356.
18. ↑  Abū-ʿAbdallāh Muḥammad Ibn-Aḥmad al-Ḫwārizmī: Kitāb Mafātīḥ al-ʿulūm. Ed. Gerlof van Vloten. Brill, Leiden, 1895. S. 14. Digitalisat
19. ↑  M. H. Sauvaire: On a Treatise on Weights and Measures by Elia, archbishop of Nisibin. In: Journal of the Royal Asiatic Society. Band 9, 1877, S. 291–313. Hier S. 297. Digitalisat
20. ↑  Vgl. Hinz: Islamische Masse und Gewichte. 1970, S. 17 und Sauvaire: Matériaux pour servir à l'histoire de la numismatique et de la métrologie musulmanes. 1884, S. 283–285.
21. ↑  az-Zahrāwī: At-Taṣrīf li-man ʿaǧiza ʿan at-taʾlīf. 1986, Bd. II, S. 459.
22. ↑  Charles Barbier de Meynard: Dictionnaire géographique, historique et littéraire de la Perse et des contrées adjacentes. Impr. Impériale, Paris, 1861. S. 155. Digitalisat
23. ↑  Ibn Faḍlallāh al-ʿUmarī: Masālik al-abṣār fī mamālik al-amṣār. 2010. Bd. III, S. 162.
24. ↑  Hinz: Islamische Masse und Gewichte. 1970, S. 18f, 22.
25. ↑  Hinz: Islamische Masse und Gewichte. 1970, S. 18.
26. ↑  Lambton: Landlord and Peasant in Persia. 1953, S. 407, 409.
27. ↑  Hinz: Islamische Masse und Gewichte. 1970, S. 20f.
28. ↑  Hinz: Islamische Masse und Gewichte. 1970, S. 21.
29. ↑  Muḥammad at-Tahānawī: Kitāb kaššāf iṣṭilaḥat al-funūn. Ed. A. Sprenger. 2 Bde. Calcutta 1862. Bd. II, S. 1356.
30. ↑  Lambton: Landlord and Peasant in Persia. 1953, S. 408.
31. ↑  Lambton: Landlord and Peasant in Persia. 1953, S. 409.
32. ↑  Floor: Weights and Measures in Qajar Iran. 2008, S. 99.
33. ↑  Floor: Weights and Measures in Qajar Iran. 2008, S. 99.
34. ↑  Floor: Weights and Measures in Qajar Iran. 2008, S. 62f.
35. ↑  Mortel: Weights and Measures in Mecca. 1990, S. 180.
36. ↑  Mortel: Weights and Measures in Mecca. 1990, S. 180f.
37. ↑  Mortel: Weights and Measures in Mecca. 1990, S. 181.
38. ↑  Mortel: Weights and Measures in Mecca. 1990, S. 181.
39. ↑  Hinz: Islamische Masse und Gewichte. 1970, S. 16.
40. ↑  Hinz: Islamische Masse und Gewichte. 1970, S. 21.
41. ↑  Horace Doursther: Dictionnaire universel des poids et mesures anciens et modernes, contenant des tables des monnaies de tous les pays. Brussel 1840. S. 261. Digitalisat
42. ↑  W.J. Donaldson: The pre-metric Weights and Measures of Oman in New Arabian Studies 1 (1993) 83-107. Hier S. 84–86.
43. ↑  Ibn Faḍlallāh al-ʿUmarī: Masālik al-abṣār fī mamālik al-amṣār. 2010. Bd. III, S. 80f.
44. ↑  Hinz: Islamische Masse und Gewichte. 1970, S. 22f.
45. ↑  Ibn-Baṭṭūṭa: Voyages d'Ibn Batoutah. Texte arabe, accompagné d'une traduction par C. Defrémery et le B. R. Sanguinetti. Imprimerie Impériale, Paris, 1854. Bd. II, S. 74. Digitalisat
46. ↑  Hinz: Islamische Masse und Gewichte. 1970, S. 23.
47. ↑  Hinz: Islamische Masse und Gewichte. 1970, S. 23.
48. ↑  Hinz: Islamische Masse und Gewichte. 1970, S. 23.
49. ↑  Vgl. die Übersicht bei Wilson: A glossary of judicial and revenue terms. 1855, S. 326a.
50. ↑  Wilson: A glossary of judicial and revenue terms. 1855, S. 326a.
51. ↑  Doursther: Dictionnaire universel des poids et mesures anciens et modernes. 1840, S. 260.
52. ↑  Doursther: Dictionnaire universel des poids et mesures anciens et modernes. 1840, S. 260.
53. ↑  Wilson: A glossary of judicial and revenue terms. 1855, S. 326a.
54. ↑  Doursther: Dictionnaire universel des poids et mesures anciens et modernes. 1840, S. 260.
55. ↑  Wilson: A glossary of judicial and revenue terms. 1855, S. 326a.
56. ↑  Doursther: Dictionnaire universel des poids et mesures anciens et modernes. 1840, S. 260.
57. ↑  A Regulation for altering the weight of the Furruckabad rupee and for assimilating it to the legal currency of the Madras and Bombay Presidencies; for adjusting the weight of the Company's sicca rupee, and for fixing a standard unit of weight for India. In: The Sessional Papers of the House of Lords Vol. VIII Accounts and Papers 1837–1838. S. 19–21. Hier S. 19. (Digitalisat in der Google-Buchsuche).
58. ↑  George Young: Corps de droit Ottoman: recueil des codes, lois, règlements, ordonnances et actes les plus importants du droit intérieur, et d'études sur le droit coutumier de l'Empire Ottoman. Clarendon Press, Oxford 1906. Bd. IV, S. 368. Digitalisat
59. ↑  Vgl. Sauvaire: Matériaux pour servir à l'histoire de la numismatique et de la métrologie musulmanes 1884, S. 282, 286-288.
60. ↑  az-Zahrāwī: At-Taṣrīf li-man ʿaǧiza ʿan at-taʾlīf. 1986, Bd. II, S. 459.